# Crash pad (vêtements de protection)
 (septembre 2023).
Si vous disposez d'ouvrages ou d'articles de référence ou si vous connaissez des sites web de qualité traitant du thème abordé ici, merci de compléter l'article en donnant les références utiles à sa vérifiabilité et en les liant à la section « Notes et références ».
Pour le tapis de protection, voir crash pad.
Le crash pad est un vêtement couvrant destiné à protéger les hanches, le bassin et le coccyx : il ressemble à un short. Il est utilisé au roller derby et quelquefois pour le ski[réf. souhaitée].